# Villar del Pedroso
Villar de Pedroso és un municipi de la província de Càceres, a la comunitat autònoma d'Extremadura (Espanya).